# ام‌کی‌بی فاکل
ام‌کی‌بی فاکل (روسی: МКБ "Факел") شرکت صنایع جنگ‌افزاری روس است، که در سال ۱۹۵۳ تأسیس شد.